# Rugby Białystok
Rugby Białystok – drużyna sportowa z Białegostoku, założona w 2014 r. Pierwszy klub rugby w województwie podlaskim, startująca w rozgrywkach siódemek oraz piętnastek.

## Historia
Początki rugby w Białymstoku, a także na Podlasiu sięgają roku 2011 kiedy to grupka sympatyków tej dyscypliny rozpoczęła wspólne treningi. Z biegiem czasu weekendowe treningi zaczęły nabierać coraz bardziej profesjonalnej formuły, aż 19.09.2014 roku został założony Klub Sportowy Rugby Białystok.
Wydarzeniem poprzedzającym założenie klubu był udział w turnieju Sopot Beach Rugby w sierpniu 2014. Po tym turnieju członkowie raczkującego jeszcze zespołu podjęli decyzję o dołączenie do rozgrywek ligowych organizowanych przez Polski Związek Rugby.
Pierwszym trenerem klubu tj. w latach 2016-2017 był Andrzej Kopyt - legenda polskiego rugby. Kolejnym trenerem w latach 2018-2019 był Artur Sulima i to pod jego wodzą drużynie udaje się awansować do I Ligi rugby XV. W 2020 roku pieczę na drużyną przejął gruziński trener z wieloletnim doświadczeniem - Mikheli Chachua, którego celem jest awans do najwyższej klasy rozgrywkowej - ekstraligi. W dotychczasowej historii klubu dwóch wychowanków klubu zdobyło powołania do kadry narodowej: Wojciech Twarowski i Adam Litwińczuk.